# Kugler (Mondkrater)
Kugler ist ein Einschlagkrater auf der Mondrückseite.
Der Krater Kugler liegt im Süden der erdabgewandten Seite, etwa auf halbem Wege zwischen den größeren Kratern Planck im Osten und Lyot im Westen, südsüdwestlich von Lebedev. In der Nähe finden sich Priestley in südöstlicher und Anuchin in nordwestlicher Richtung.
Der Kraterboden ist von Lava überflutet und daher relativ eben, im westlichen Teil aber durchkreuzt eine Erhebung den Krater. Die bis zu 300 m hohe Anhebung des westlichen Teils ist wahrscheinlich durch Stauchung des Lavabodens entstanden und ist Teil des Kugler-Anuchin wrinkle ridge. (Der dafür gebräuchliche Begriff wrinke ridge wird vom DLR mit Runzelrücken übersetzt.)
Der Krater ist sehr alt, seine Entstehungszeit fällt in die pränektarische Periode.
Kugler hat drei Nebenkrater:
| Buchstabe | Position            | Durchmesser | Link |
| --------- | ------------------- | ----------- | ---- |
| N         | 55,78° S, 103,06° O | 43 km       |      |
| R         | 55,16° S, 98,92° O  | 13 km       |      |
| U         | 53,59° S, 101,74° O | 35 km       |      |

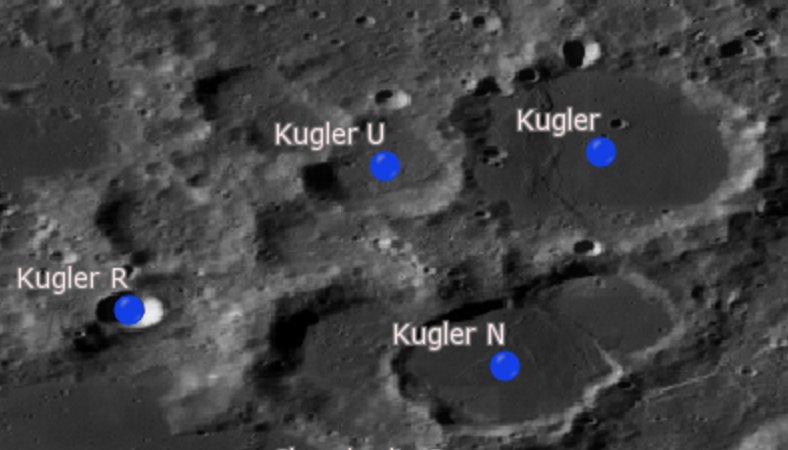
Kugler mit seinen Nebenkratern

Der Krater wurde 1970 von der IAU offiziell nach dem deutschen Mathematiker, Astronomiehistoriker und Assyriologen Franz Xaver Kugler benannt.